# Tour de France 2022
109. ročník etapového cyklistického závodu Tour de France se konal mezi 1. a 24. červencem 2022 ve Francii, Dánsku, Belgii a Švýcarsku. Celkovým vítězem se stal Dán Jonas Vingegaard z týmu Team Jumbo–Visma. Na druhém a třetím místě se umístili Slovinec Tadej Pogačar (UAE Team Emirates) a Brit Geraint Thomas (Ineos Grenadiers). Závod byl součástí UCI World Tour 2022 a byl dvacátým třetím závodem tohoto seriálu.

## Týmy
Závodu se zúčastnilo všech 18 UCI WorldTeamů a 4 UCI ProTeamy. Alpecin–Deceuninck a Arkéa–Samsic dostaly automatické pozvánky jako nejlepší UCI ProTeamy sezóny 2021, oba týmy svou pozvánku přijaly. Další 2 UCI ProTeamy, B&B Hotels–KTM a Team TotalEnergies, byly vybrány organizátory závodu, Amaury Sport Organisation. Všechny týmy přijely na start v Kodani s osmi jezdci, na start se tak postavilo celkem 176 jezdců.
UCI WorldTeamy
- AG2R Citroën Team
- Astana Qazaqstan Team
- Bora–Hansgrohe
- Cofidis
- EF Education–EasyPost
- Groupama–FDJ
- Ineos Grenadiers
- Intermarché–Wanty–Gobert Matériaux
- Israel–Premier Tech
- Lotto–Soudal
- Movistar Team
- Quick-Step–Alpha Vinyl
- Team Bahrain Victorious
- Team BikeExchange–Jayco
- Team DSM
- Team Jumbo–Visma
- Trek–Segafredo
- UAE Team Emirates

UCI ProTeamy
- Alpecin–Deceuninck
- Arkéa–Samsic
- B&B Hotels–KTM
- Team TotalEnergies

## Trasa a etapy
Trasa závodu byla odhalena ředitelem Tour Christianem Prudhommem 14. října 2021.
| Etapa         | Datum         | Trasa                                           | Vzdálenost    | Typ           | Typ                  | Vítěz                    |
| ------------- | ------------- | ----------------------------------------------- | ------------- | ------------- | -------------------- | ------------------------ |
| 1             | 1. července   | Kodaň (Dánsko)                                  | 13 km         |               | Individuální časovka | Yves Lampaert (BEL)      |
| 2             | 2. července   | Roskilde – Nyborg (Dánsko)                      | 199 km        |               | Rovinatá etapa       | Fabio Jakobsen (NED)     |
| 3             | 3. července   | Vejle – Sønderborg (Dánsko)                     | 182 km        |               | Rovinatá etapa       | Dylan Groenewegen (NED)  |
|               | 4. července   |                                                 | Den odpočinku | Den odpočinku | Den odpočinku        | Den odpočinku            |
| 4             | 5. července   | Dunkerk – Calais                                | 172 km        |               | Středně těžká etapa  | Wout van Aert (BEL)      |
| 5             | 6. července   | Lille – Arenberg                                | 155 km        |               | Středně těžká etapa  | Simon Clarke (AUS)       |
| 6             | 7. července   | Binche (Belgie) – Longwy                        | 220 km        |               | Středně těžká etapa  | Tadej Pogačar (SLO)      |
| 7             | 8. července   | Tomblaine – La Planche des Belles Filles        | 176 km        |               | Horská etapa         | Tadej Pogačar (SLO)      |
| 8             | 9. července   | Dole – Lausanne (Švýcarsko)                     | 184 km        |               | Středně těžká etapa  | Wout van Aert (BEL)      |
| 9             | 10. července  | Aigle (Švýcarsko) – Châtel                      | 183 km        |               | Horská etapa         | Bob Jungels (LUX)        |
|               | 11. července  |                                                 | Den odpočinku | Den odpočinku | Den odpočinku        | Den odpočinku            |
| 10            | 12. července  | Morzine – Megève                                | 148 km        |               | Středně těžká etapa  | Magnus Cort (DEN)        |
| 11            | 13. července  | Albertville – Col du Granon                     | 149 km        |               | Horská etapa         | Jonas Vingegaard (DEN)   |
| 12            | 14. července  | Briançon – Alpe d'Huez                          | 166 km        |               | Horská etapa         | Tom Pidcock (GBR)        |
| 13            | 15. července  | Le Bourg-d'Oisans – Saint-Étienne               | 193 km        |               | Rovinatá etapa       | Mads Pedersen (DEN)      |
| 14            | 16. července  | Saint-Étienne – Mende                           | 195 km        |               | Středně těžká etapa  | Michael Matthews (AUS)   |
| 15            | 17. července  | Rodez – Carcassonne                             | 200 km        |               | Rovinatá etapa       | Jasper Philipsen (BEL)   |
|               | 18. července  |                                                 | Den odpočinku | Den odpočinku | Den odpočinku        | Den odpočinku            |
| 16            | 19. července  | Carcassonne – Foix                              | 179 km        |               | Středně těžká etapa  | Hugo Houle (CAN)         |
| 17            | 20. července  | Saint-Gaudens – Peyragudes                      | 130 km        |               | Horská etapa         | Tadej Pogačar (SLO)      |
| 18            | 21. července  | Lurdy – Hautacam                                | 143 km        |               | Horská etapa         | Jonas Vingegaard (DEN)   |
| 19            | 22. července  | Castelnau-Magnoac – Cahors                      | 189 km        |               | Rovinatá etapa       | Christophe Laporte (FRA) |
| 20            | 23. července  | Lacapelle-Marival – Rocamadour                  | 40 km         |               | Individuální časovka | Wout van Aert (BEL)      |
| 21            | 24. července  | Paris La Défense Arena – Paříž (Champs-Élysées) | 112 km        |               | Rovinatá etapa       | Jasper Philipsen (BEL)   |
| Celková délka | Celková délka | Celková délka                                   | 3328 km       | 3328 km       | 3328 km              | 3328 km                  |

## Průběžné pořadí
| Etapa          | Vítěz              | Celkové pořadí   | Bodovací soutěž | Vrchařská soutěž | Soutěž mladých jezdců | Soutěž týmů      | Cena bojovnosti   |
| -------------- | ------------------ | ---------------- | --------------- | ---------------- | --------------------- | ---------------- | ----------------- |
| 1              | Yves Lampaert      | Yves Lampaert    | Yves Lampaert   | neuděleno        | Tadej Pogačar         | Team Jumbo–Visma | neuděleno         |
| 2              | Fabio Jakobsen     | Wout van Aert    | Wout van Aert   | Magnus Cort      | Tadej Pogačar         | Team Jumbo–Visma | Sven Erik Bystrøm |
| 3              | Dylan Groenewegen  | Wout van Aert    | Wout van Aert   | Magnus Cort      | Tadej Pogačar         | Team Jumbo–Visma | Magnus Cort       |
| 4              | Wout van Aert      | Wout van Aert    | Wout van Aert   | Magnus Cort      | Tadej Pogačar         | Team Jumbo–Visma | Anthony Perez     |
| 5              | Simon Clarke       | Wout van Aert    | Wout van Aert   | Magnus Cort      | Tadej Pogačar         | Ineos Grenadiers | Magnus Cort       |
| 6              | Tadej Pogačar      | Tadej Pogačar    | Wout van Aert   | Magnus Cort      | Tadej Pogačar         | Ineos Grenadiers | Wout van Aert     |
| 7              | Tadej Pogačar      | Tadej Pogačar    | Wout van Aert   | Magnus Cort      | Tadej Pogačar         | Ineos Grenadiers | Simon Geschke     |
| 8              | Wout van Aert      | Tadej Pogačar    | Wout van Aert   | Magnus Cort      | Tadej Pogačar         | Ineos Grenadiers | Mattia Cattaneo   |
| 9              | Bob Jungels        | Tadej Pogačar    | Wout van Aert   | Simon Geschke    | Tadej Pogačar         | Ineos Grenadiers | Thibaut Pinot     |
| 10             | Magnus Cort        | Tadej Pogačar    | Wout van Aert   | Simon Geschke    | Tadej Pogačar         | Ineos Grenadiers | Alberto Bettiol   |
| 11             | Jonas Vingegaard   | Jonas Vingegaard | Wout van Aert   | Simon Geschke    | Tadej Pogačar         | Ineos Grenadiers | Warren Barguil    |
| 12             | Tom Pidcock        | Jonas Vingegaard | Wout van Aert   | Simon Geschke    | Tadej Pogačar         | Ineos Grenadiers | Tom Pidcock       |
| 13             | Mads Pedersen      | Jonas Vingegaard | Wout van Aert   | Simon Geschke    | Tadej Pogačar         | Ineos Grenadiers | Mads Pedersen     |
| 14             | Michael Matthews   | Jonas Vingegaard | Wout van Aert   | Simon Geschke    | Tadej Pogačar         | Ineos Grenadiers | Michael Matthews  |
| 15             | Jasper Philipsen   | Jonas Vingegaard | Wout van Aert   | Simon Geschke    | Tadej Pogačar         | Ineos Grenadiers | Nils Politt       |
| 16             | Hugo Houle         | Jonas Vingegaard | Wout van Aert   | Simon Geschke    | Tadej Pogačar         | Ineos Grenadiers | Hugo Houle        |
| 17             | Tadej Pogačar      | Jonas Vingegaard | Wout van Aert   | Simon Geschke    | Tadej Pogačar         | Ineos Grenadiers | Brandon McNulty   |
| 18             | Jonas Vingegaard   | Jonas Vingegaard | Wout van Aert   | Jonas Vingegaard | Tadej Pogačar         | Ineos Grenadiers | Wout van Aert     |
| 19             | Christophe Laporte | Jonas Vingegaard | Wout van Aert   | Jonas Vingegaard | Tadej Pogačar         | Ineos Grenadiers | Quinn Simmons     |
| 20             | Wout van Aert      | Jonas Vingegaard | Wout van Aert   | Jonas Vingegaard | Tadej Pogačar         | Ineos Grenadiers | neuděleno         |
| 21             | Jasper Philipsen   | Jonas Vingegaard | Wout van Aert   | Jonas Vingegaard | Tadej Pogačar         | Ineos Grenadiers | neuděleno         |
| Konečné pořadí | Konečné pořadí     | Jonas Vingegaard | Wout van Aert   | Jonas Vingegaard | Tadej Pogačar         | Ineos Grenadiers | Wout van Aert     |

- Ve 2. etapě nosil Wout van Aert, jenž byl druhý v bodovací soutěži, zelený dres, protože vedoucí závodník této klasifikace Yves Lampaert nosil žlutý dres pro lídra celkového pořadí.
- V etapách 3 – 6 nosil Fabio Jakobsen, jenž byl druhý v bodovací soutěži, zelený dres, protože vedoucí závodník této klasifikace Wout van Aert nosil žlutý dres pro lídra celkového pořadí.
- V etapách 7 – 11 nosil Tom Pidcock, jenž byl druhý v soutěži mladých jezdců, bílý dres, protože vedoucí závodník této klasifikace Tadej Pogačar nosil žlutý dres pro lídra celkového pořadí.
- V etapách 19 – 21 nosil Simon Geschke, jenž byl druhý ve vrchařské soutěži, puntíkovaný dres, protože vedoucí závodník této klasifikace Jonas Vingegaard nosil žlutý dres pro lídra celkového pořadí.

## Konečné pořadí
| Legenda | Legenda                         | Legenda | Legenda                               |
| ------- | ------------------------------- | ------- | ------------------------------------- |
|         | Označuje lídra celkového pořadí |         | Označuje lídra vrchařské soutěže      |
|         | Označuje lídra bodovací soutěže |         | Označuje lídra soutěže mladých jezdců |
|         | Označuje lídra soutěže týmů     |         | Označuje lídra ceny bojovnosti        |

### Celkové pořadí
| Pořadí                  | Jezdec                            | Tým                                | Čas          |
| ----------------------- | --------------------------------- | ---------------------------------- | ------------ |
| 1                       | Jonas Vingegaard (DEN)            | Team Jumbo–Visma                   | 79h 33' 20"  |
| 2                       | Tadej Pogačar (SLO)               | UAE Team Emirates                  | + 2' 43"     |
| 3                       | Geraint Thomas (GBR)              | Ineos Grenadiers                   | + 7' 22"     |
| 4                       | David Gaudu (FRA)                 | Groupama–FDJ                       | + 13' 39"    |
| 5                       | Alexandr Vlasov                   | Bora–Hansgrohe                     | + 15' 46"    |
| DSQ                     | Nairo Quintana (COL)              | Arkéa–Samsic                       | + 16' 33"    |
| 6                       | Romain Bardet (FRA)               | Team DSM                           | + 18' 11"    |
| 7                       | Louis Meintjes (RSA)              | Intermarché–Wanty–Gobert Matériaux | + 18' 44"    |
| 8                       | Alexej Lucenko (KAZ)              | Astana Qazaqstan Team              | + 22' 56"    |
| 9                       | Adam Yates (GBR)                  | Ineos Grenadiers                   | + 24' 52"    |
| 10                      | Valentin Madouas (FRA)            | Groupama–FDJ                       | + 35' 49"    |
| Konečné pořadí (11–134) |                                   |                                    |              |
| Pořadí                  | Jezdec                            | Tým                                | Čas          |
| 11                      | Bob Jungels (LUX)                 | AG2R Citroën Team                  | + 45' 23"    |
| 12                      | Neilson Powless (USA)             | EF Education–EasyPost              | + 46' 57"    |
| 13                      | Luis León Sánchez (ESP)           | Team Bahrain Victorious            | + 49' 18"    |
| 14                      | Thibaut Pinot (FRA)               | Groupama–FDJ                       | + 50' 25"    |
| 15                      | Patrick Konrad (AUT)              | Bora–Hansgrohe                     | + 56' 54"    |
| 16                      | Tom Pidcock (GBR)                 | Ineos Grenadiers                   | + 1h 01' 15" |
| 17                      | Sepp Kuss (USA)                   | Team Jumbo–Visma                   | + 1h 02' 29" |
| 18                      | Dylan Teuns (BEL)                 | Team Bahrain Victorious            | + 1h 11' 30" |
| 19                      | Brandon McNulty (USA)             | UAE Team Emirates                  | + 1h 31' 19" |
| 20                      | Matteo Jorgenson (USA)            | Movistar Team                      | + 1h 33' 57" |
| 21                      | Wout van Aert (BEL)               | Team Jumbo–Visma                   | + 1h 35' 55" |
| 22                      | Nick Schultz (AUS)                | Team BikeExchange–Jayco            | + 1h 39' 41" |
| 23                      | Hugo Houle (CAN)                  | Israel–Premier Tech                | + 1h 42' 14" |
| 24                      | Bauke Mollema (NED)               | Trek–Segafredo                     | + 1h 45' 57" |
| 25                      | Rigoberto Uran (COL)              | EF Education–EasyPost              | + 1h 48' 18" |
| 26                      | Carlos Verona (ESP)               | Movistar Team                      | + 1h 53' 03" |
| 27                      | Andreas Leknessund (NOR)          | Team DSM                           | + 1h 57' 31" |
| 28                      | Gregor Mühlberger (AUT)           | Movistar Team                      | + 1h 59' 03" |
| 29                      | Daniel Felipe Martínez (COL)      | Ineos Grenadiers                   | + 2h 00' 55" |
| 30                      | Simone Velasco (ITA)              | Astana Qazaqstan Team              | + 2h 04' 24" |
| 31                      | Dylan van Baarle (NLD)            | Ineos Grenadiers                   | + 2h 15' 34" |
| 32                      | Stefan Küng (SUI)                 | Groupama–FDJ                       | + 2h 15' 46" |
| 33                      | Sebastian Schönberger (AUT)       | B&B Hotels–KTM                     | + 2h 16' 55" |
| 34                      | Michael Storer (AUS)              | Groupama–FDJ                       | + 2h 23' 15" |
| 35                      | Tiesj Benoot (BEL)                | Team Jumbo–Visma                   | + 2h 23' 34" |
| 36                      | Tony Gallopin (FRA)               | Trek–Segafredo                     | + 2h 25' 11" |
| 37                      | Chris Hamilton (AUS)              | Team DSM                           | + 2h 25' 38" |
| 38                      | Andrej Zejc (KAZ)                 | Astana Qazaqstan Team              | + 2h 26' 22" |
| 39                      | Jon Izagirre (ESP)                | Cofidis                            | + 2h 30' 08" |
| 40                      | Alberto Bettiol (ITA)             | EF Education–EasyPost              | + 2h 34' 44" |
| 41                      | Łukasz Owsian (POL)               | Arkéa–Samsic                       | + 2h 37' 48" |
| 42                      | Joe Dombrowski (USA)              | Astana Qazaqstan Team              | + 2h 37' 51" |
| 43                      | Georg Zimmermann (GER)            | Intermarché–Wanty–Gobert Matériaux | + 2h 39' 40" |
| 44                      | Simon Geschke (GER)               | Cofidis                            | + 2h 41' 23" |
| 45                      | Maximilian Schachmann (GER)       | Bora–Hansgrohe                     | + 2h 44' 04" |
| 46                      | Kobe Goossens (BEL)               | Intermarché–Wanty–Gobert Matériaux | + 2h 46' 07" |
| 47                      | Kevin Geniets (LUX)               | Groupama–FDJ                       | + 2h 48' 08" |
| 48                      | Jonathan Castroviejo (ESP)        | Ineos Grenadiers                   | + 2h 51' 34" |
| 49                      | Maxime Bouet (FRA)                | Arkéa–Samsic                       | + 2h 51' 56" |
| 50                      | Andrea Pasqualon (ITA)            | Intermarché–Wanty–Gobert Matériaux | + 2h 56' 22" |
| 51                      | Nelson Oliveira (POR)             | Movistar Team                      | + 2h 57' 39" |
| 52                      | Felix Großschartner (AUT)         | Bora–Hansgrohe                     | + 2h 58' 15" |
| 53                      | Benjamin Thomas (FRA)             | Cofidis                            | + 3h 03' 38" |
| 54                      | Fred Wright (GBR)                 | Team Bahrain Victorious            | + 3h 04' 08" |
| 55                      | Nils Politt (GER)                 | Bora–Hansgrohe                     | + 3h 10' 29" |
| 56                      | Pierre Latour (FRA)               | Team TotalEnergies                 | + 3h 12' 06" |
| 57                      | Edvald Boasson Hagen (NOR)        | Team TotalEnergies                 | + 3h 12' 58" |
| 58                      | Giulio Ciccone (ITA)              | Trek–Segafredo                     | + 3h 16' 44" |
| 59                      | Silvan Dillier (SUI)              | Alpecin–Deceuninck                 | + 3h 17' 17" |
| 60                      | Toms Skujiņš (LAT)                | Trek–Segafredo                     | + 3h 17' 28" |
| 61                      | Antoine Duchesne (CAN)            | Groupama–FDJ                       | + 3h 18' 18" |
| 62                      | Pierre-Luc Périchon (FRA)         | Cofidis                            | + 3h 25' 32" |
| 63                      | Martijn Tusveld (NED)             | Team DSM                           | + 3h 28' 03" |
| 64                      | Stan Dewulf (BEL)                 | AG2R Citroën Team                  | + 3h 29' 18" |
| 65                      | Franck Bonnamour (FRA)            | B&B Hotels–KTM                     | + 3h 30' 36" |
| 66                      | Quinn Simmons (USA)               | Trek–Segafredo                     | + 3h 30' 44" |
| 67                      | Mathieu Burgaudeau (FRA)          | Team TotalEnergies                 | + 3h 32' 06" |
| 68                      | Pierre Rolland (FRA)              | B&B Hotels–KTM                     | + 3h 34' 33" |
| 69                      | Connor Swift (GBR)                | Arkéa–Samsic                       | + 3h 35' 05" |
| 70                      | Kristian Sbaragli (ITA)           | Alpecin–Deceuninck                 | + 3h 36' 18" |
| 71                      | Jan Tratnik (SLO)                 | Team Bahrain Victorious            | + 3h 37' 31" |
| 72                      | Andreas Kron (DEN)                | Lotto–Soudal                       | + 3h 37' 37" |
| 73                      | Matis Louvel (FRA)                | Arkéa–Samsic                       | + 3h 40' 06" |
| 74                      | Christophe Laporte (FRA)          | Team Jumbo–Visma                   | + 3h 40' 10" |
| 75                      | Philippe Gilbert (BEL)            | Lotto–Soudal                       | + 3h 41' 54" |
| 76                      | Guy Niv (ISR)                     | Israel–Premier Tech                | + 3h 44' 22" |
| 77                      | Michael Matthews (AUS)            | Team BikeExchange–Jayco            | + 3h 45' 59" |
| 78                      | Krists Neilands (LAT)             | Israel–Premier Tech                | + 3h 46' 16" |
| 79                      | Cyril Barthe (FRA)                | B&B Hotels–KTM                     | + 3h 48' 34" |
| 80                      | Jasper Stuyven (BEL)              | Trek–Segafredo                     | + 3h 49' 28" |
| 81                      | Hugo Hofstetter (FRA)             | Arkéa–Samsic                       | + 3h 49' 57" |
| 82                      | Stefan Bissegger (SUI)            | EF Education–EasyPost              | + 3h 51' 46" |
| 83                      | Anthony Perez (FRA)               | Cofidis                            | + 3h 52' 20" |
| 84                      | Amaury Capiot (BEL)               | Arkéa–Samsic                       | + 3h 52' 55" |
| 85                      | Matej Mohorič (SLO)               | Team Bahrain Victorious            | + 3h 52' 57" |
| 86                      | Marco Haller (AUT)                | Bora–Hansgrohe                     | + 3h 53' 05" |
| 87                      | Olivier Le Gac (FRA)              | Groupama–FDJ                       | + 3h 56' 05" |
| 88                      | Alexis Gougeard (FRA)             | B&B Hotels–KTM                     | + 3h 58' 15" |
| 89                      | Owain Doull (GBR)                 | EF Education–EasyPost              | + 3h 58' 19" |
| 90                      | Benoît Cosnefroy (FRA)            | AG2R Citroën Team                  | + 3h 58' 31" |
| 91                      | Jasper Philipsen (BEL)            | Alpecin–Deceuninck                 | + 3h 59' 10" |
| 92                      | Sven Erik Bystrøm (NOR)           | Intermarché–Wanty–Gobert Matériaux | + 3h 59' 19" |
| 93                      | Jonas Rutsch (GER)                | EF Education–EasyPost              | + 3h 59' 21" |
| 94                      | Filippo Ganna (ITA)               | Ineos Grenadiers                   | + 4h 03' 31" |
| 95                      | Mattia Cattaneo (ITA)             | Quick-Step–Alpha Vinyl             | + 4h 03' 52" |
| 96                      | Alexandr Rabušenko                | Astana Qazaqstan Team              | + 4h 04' 20" |
| 97                      | Andrea Bagioli (ITA)              | Quick-Step–Alpha Vinyl             | + 4h 10' 00" |
| 98                      | Mads Pedersen (DEN)               | Trek–Segafredo                     | + 4h 11' 50" |
| 99                      | Alberto Dainese (ITA)             | Team DSM                           | + 4h 14' 14" |
| 100                     | Luka Mezgec (SLO)                 | Team BikeExchange–Jayco            | + 4h 16' 13" |
| 101                     | Alexander Kristoff (NOR)          | Intermarché–Wanty–Gobert Matériaux | + 4h 17' 14" |
| 102                     | Luca Mozzato (ITA)                | B&B Hotels–KTM                     | + 4h 18' 54" |
| 103                     | Alexander Krieger (GER)           | Alpecin–Deceuninck                 | + 4h 19' 42" |
| 104                     | John Degenkolb (GER)              | Team DSM                           | + 4h 23' 05" |
| 105                     | Luke Rowe (GBR)                   | Ineos Grenadiers                   | + 4h 26' 40" |
| 106                     | Florian Sénéchal (FRA)            | Quick-Step–Alpha Vinyl             | + 4h 28' 14" |
| 107                     | Florian Vermeersch (BEL)          | Lotto–Soudal                       | + 4h 28' 53" |
| 108                     | Danny van Poppel (NED)            | Bora–Hansgrohe                     | + 4h 30' 28" |
| 109                     | Edward Planckaert (BEL)           | Alpecin–Deceuninck                 | + 4h 33' 44" |
| 110                     | Adrien Petit (FRA)                | Intermarché–Wanty–Gobert Matériaux | + 4h 35' 05" |
| 111                     | Mikkel Frølich Honoré (DEN)       | Quick-Step–Alpha Vinyl             | + 4h 36' 55" |
| 112                     | Cyril Lemoine (FRA)               | B&B Hotels–KTM                     | + 4h 37' 29" |
| 113                     | Dmitrij Gruzdev (KAZ)             | Astana Qazaqstan Team              | + 4h 37' 36" |
| 114                     | Maciej Bodnar (POL)               | Team TotalEnergies                 | + 4h 39' 32" |
| 115                     | Peter Sagan (SVK)                 | Team TotalEnergies                 | + 4h 39' 48" |
| 116                     | Dylan Groenewegen (NED)           | Team BikeExchange–Jayco            | + 4h 40' 55" |
| 117                     | Kamil Gradek (POL)                | Team Bahrain Victorious            | + 4h 42' 46" |
| 118                     | Nils Eekhoff (NED)                | Team DSM                           | + 4h 42' 46" |
| 119                     | Yves Lampaert (BEL)               | Quick-Step–Alpha Vinyl             | + 4h 46' 14" |
| 120                     | Brent Van Moer (BEL)              | Lotto–Soudal                       | + 4h 49' 07" |
| 121                     | Jack Bauer (NZL)                  | Team BikeExchange–Jayco            | + 4h 51' 05" |
| 122                     | Guillaume Van Keirsbulck (BEL)    | Alpecin–Deceuninck                 | + 4h 54' 12" |
| 123                     | Mikkel Bjerg (DEN)                | UAE Team Emirates                  | + 5h 00' 13" |
| 124                     | Taco van der Hoorn (NED)          | Intermarché–Wanty–Gobert Matériaux | + 5h 02' 34" |
| 125                     | Jérémy Lecroq (FRA)               | B&B Hotels–KTM                     | + 5h 13' 49" |
| 126                     | Marc Hirschi (SUI)                | UAE Team Emirates                  | + 5h 15' 09" |
| 127                     | Christopher Juul-Jensen (DEN)     | Team BikeExchange–Jayco            | + 5h 15' 26" |
| 128                     | Anthony Turgis (FRA)              | Team TotalEnergies                 | + 5h 20' 17" |
| 129                     | Fabio Jakobsen (NED)              | Quick-Step–Alpha Vinyl             | + 5h 23' 38" |
| 130                     | Frederik Frison (BEL)             | Lotto–Soudal                       | + 5h 30' 19" |
| 131                     | Reinardt Janse van Rensburg (RSA) | Lotto–Soudal                       | + 5h 31' 25" |
| 132                     | Amund Grøndahl Jansen (NOR)       | Team BikeExchange–Jayco            | + 5h 31' 27" |
| 133                     | Albert Torres (ESP)               | Movistar Team                      | + 5h 36' 33" |
| 134                     | Caleb Ewan (AUS)                  | Lotto–Soudal                       | + 5h 40' 42" |

### Bodovací soutěž
| Pořadí | Jezdec                   | Tým                     | Body |
| ------ | ------------------------ | ----------------------- | ---- |
| 1      | Wout van Aert (BEL)      | Team Jumbo–Visma        | 480  |
| 2      | Jasper Philipsen (BEL)   | Alpecin–Deceuninck      | 286  |
| 3      | Tadej Pogačar (SLO)      | UAE Team Emirates       | 250  |
| 4      | Christophe Laporte (FRA) | Team Jumbo–Visma        | 171  |
| 5      | Fabio Jakobsen (NED)     | Quick-Step–Alpha Vinyl  | 159  |
| 6      | Mads Pedersen (DEN)      | Trek–Segafredo          | 158  |
| 7      | Jonas Vingegaard (DEN)   | Team Jumbo–Visma        | 157  |
| 8      | Michael Matthews (AUS)   | Team BikeExchange–Jayco | 133  |
| 9      | Peter Sagan (SVK)        | Team TotalEnergies      | 120  |
| 10     | Dylan Groenewegen (NED)  | Team BikeExchange–Jayco | 116  |

### Vrchařská soutěž
| Pořadí | Jezdec                 | Tým                                | Body |
| ------ | ---------------------- | ---------------------------------- | ---- |
| 1      | Jonas Vingegaard (DEN) | Team Jumbo–Visma                   | 72   |
| 2      | Simon Geschke (GER)    | Cofidis                            | 65   |
| 3      | Giulio Ciccone (ITA)   | Trek–Segafredo                     | 61   |
| 4      | Tadej Pogačar (SLO)    | UAE Team Emirates                  | 61   |
| 5      | Wout van Aert (BEL)    | Team Jumbo–Visma                   | 59   |
| 6      | Thibaut Pinot (FRA)    | Groupama–FDJ                       | 52   |
| 7      | Louis Meintjes (RSA)   | Intermarché–Wanty–Gobert Matériaux | 39   |
| 8      | Neilson Powless (USA)  | EF Education–EasyPost              | 37   |
| 9      | Pierre Latour (FRA)    | Team TotalEnergies                 | 35   |
| 10     | Geraint Thomas (GBR)   | Ineos Grenadiers                   | 32   |

### Soutěž mladých jezdců
| Pořadí | Jezdec                   | Tým                                | Čas          |
| ------ | ------------------------ | ---------------------------------- | ------------ |
| 1      | Tadej Pogačar (SLO)      | UAE Team Emirates                  | 79h 36' 03"  |
| 2      | Tom Pidcock (GBR)        | Ineos Grenadiers                   | + 58' 32"    |
| 3      | Brandon McNulty (USA)    | UAE Team Emirates                  | + 1h 28' 36" |
| 4      | Matteo Jorgenson (USA)   | Movistar Team                      | + 1h 31' 14" |
| 5      | Andreas Leknessund (NOR) | Team DSM                           | + 1h 54' 48" |
| 6      | Michael Storer (AUS)     | Groupama–FDJ                       | + 2h 20' 32" |
| 7      | Georg Zimmermann (GER)   | Intermarché–Wanty–Gobert Matériaux | + 2h 36' 57" |
| 8      | Kevin Geniets (LUX)      | Groupama–FDJ                       | + 2h 45' 25" |
| 9      | Fred Wright (GBR)        | Team Bahrain Victorious            | + 3h 01' 25" |
| 10     | Stan Dewulf (BEL)        | AG2R Citroën Team                  | + 3h 26' 35" |

### Soutěž týmů
| Pořadí | Tým                     | Čas          |
| ------ | ----------------------- | ------------ |
| 1      | Ineos Grenadiers        | 239h 03' 03" |
| 2      | Groupama–FDJ            | + 37' 33"    |
| 3      | Team Jumbo–Visma        | + 44' 54"    |
| 4      | Bora–Hansgrohe          | + 1h 48' 45" |
| 5      | Movistar Team           | + 2h 11' 22" |
| 6      | UAE Team Emirates       | + 2h 19' 54" |
| 7      | Team Bahrain Victorious | + 2h 58' 32" |
| 8      | Team DSM                | + 3h 26' 08" |
| 9      | Arkéa–Samsic            | + 3h 56' 51" |
| 10     | Astana Qazaqstan Team   | + 3h 59' 00" |